# 遠藤守哉
遠藤 守哉（えんどう もりや、6月1日 - ）は、日本の男性声優、ナレーター。東京都出身。フリー。

## 略歴
文学座付属演劇研究所出身。かつては青二プロダクションに所属していた。
2012年より城西国際大学メディア学部声優学科、兼任講師を務めている。

## 人物
趣味は野球、ジョギング、映画鑑賞。特技はベース。
資格・免許は普通自動車免許。

## 出演

### テレビアニメ
時期不明
- ちびまる子ちゃん（ドラマの刑事）

1997年
- 中華一番!（男A）

1999年
- イソップワールド（村人B、カエルB）
- 週刊ストーリーランド（「十万本の矢」ナレーション）
- ONE PIECE（1999年 - 2023年、カバジ、町人）

2000年
- アルジェントソーマ（回想の男）

2002年
- Witch Hunter ROBIN（桐原和弘）
- 爆転シュート ベイブレード2002（技術者A）

2003年
- 出撃!マシンロボレスキュー（本田双八）
- D.C. 〜ダ・カーポ〜（教師）

2006年
- リングにかけろ1 日米決戦編（ホワイティ）

2011年
- デジモンクロスウォーズ 〜悪のデスジェネラルと七つの王国〜（キリハの父）

2014年
- ONE PIECE “3D2Y” エースの死を越えて! ルフィ仲間との誓い（カバジ）

### 劇場アニメ
- ONE PIECE STAMPEDE（2019年、カバジ[7]）

### OVA
- 新・湘南爆走族 荒くれKNIGHT（1997年、牧紅音）

### Webアニメ
- ブラック・ジャック（2001年、ブリリアント3世）
- 幕末機関説 いろはにほへと（2006年、高松凌雲）

### ゲーム
1997年
- BSゼルダの伝説 古代の石盤（Hylian Soldier）

1998年
- 白き魔女 -もうひとつの英雄伝説-（バダット）
- みつめてナイト（ヤング・マジョラム）

1999年
- GUNPEY（ドミンゴ）※PS版
- グローランサー（ブロンソン将軍）
- ゲッターロボ大決戦!（シュワルツ、橘信一）

2000年
- 真・三國無双（劉備、張梁）
- フェイバリットディア 純白の預言者（クラレンス・ランゲラック）

2001年
- 真・三國無双2（劉備、張梁）

2002年
- アンリミテッド:サガ（ゴージュ、ダグル・ボース）
- ウィークネスヒーロー トラウマン DC（カメリア）
- 三國志戦記（劉備）
- 真・三國無双2 猛将伝（劉備、張梁）
- すべてがFになる（水谷主税）
- テイルズ オブ デスティニー2（メルクリウス・リトラー）

2003年
- 三國志戦記2（劉備）
- 真・三國無双3（劉備、張梁）
- 真・三國無双3 猛将伝（劉備、張梁、劉禅）

2004年
- エアフォースデルタ ブルーウィングナイツ（ジョン・ランダル、ペドロ・グランカート）
- エースコンバット5 ジ・アンサング・ウォー
- 真・三國無双3 Empires（劉備、張梁、劉禅）

2005年
- 悪魔城ドラキュラ 闇の呪印（アイザック）
- 激・戦国無双
- 真・三國無双4（劉備、張梁、劉禅）
- 真・三國無双4 猛将伝（劉備、張梁）
- ONE PIECE グラバト! RUSH（カバジ）

2006年
- 雀・三國無双（劉備）
- テイルズ オブ デスティニー（メルクリウス・リトラー）※PS2版
- ドラゴンボールZ Sparking!（2006年 - 2024年、人造人間13号） - 3作品

2007年
- 真・三國無双5（劉備、張梁）
- 無双OROCHI（劉備）

2008年
- テイルズ オブ デスティニー ディレクターズカット（メルクリウス・リトラー）
- 無双OROCHI 魔王再臨（劉備）

2009年
- 真・三國無双5 Empires（劉備、張梁）
- テイルズ オブ ザ ワールド レディアント マイソロジー2（ジャニス・カーン）
- 無双OROCHI Z（劉備）
- レイジングストーム（2009年 - 2010年）

2010年
- 真・三國無双 MULTI RAID 2（劉備）
- ドラゴンボールヒーローズ（2010年 - 2018年、人造人間13号） - 5作品
- ドラゴンボール レイジングブラスト2（合体13号、人造人間13号）

2011年
- 真・三國無双6（劉備）
- 真・三國無双6 猛将伝（劉備）
- 真・三國無双6 Empires（劉備）
- 真・三國無双 NEXT（劉備）
- 無双OROCHI 2（劉備）

2012年
- 真・三國無双 VS（劉備）

2013年
- 真・三國無双7（劉備）
- 真・三國無双7 猛将伝（劉備）
- 英雄伝説 閃の軌跡(テオ・シュバルツァー)

2014年
- ONE PIECE ワンピースキングス（カバジ）
- 英雄伝説 閃の軌跡II（テオ・シュバルツァー）

2015年
- ドラゴンボールZ 超究極武闘伝（人造人間13号）

2018年
- 真・三國無双8（劉備）
- 無双OROCHI 3（劉備）
- 龍が如く ONLINE（三國司）

2019年
- スーパードラゴンボールヒーローズ ワールドミッション（人造人間13号）
- 無双OROCHI3 Ultimate（劉備）

2021年
- 真・三國無双8 Empires（劉備）

### ドラマCD
- 恋しくて（上尾）
- CDドラマコレクションズ 真・三國無双 〜群生翔舞〜（劉備）
  - CDドラマコレクションズ 真・三國無双 〜風焔乱舞〜（劉備）
- 世紀末☆ダーリン トドタケ北海道編（十条堅）
- タイム・リープ あしたはきのう（鹿島英介）
- テイルズ オブ デスティニー2 天上編（リトラー）
- ヨリドラ2『貴公子と迷子のウサギ』（『月刊コバルト』応募者全員プレゼント）
- ランブルフィッシュ1 前途洋々編入生揃い踏み編（ナレーション）
  - ランブルフィッシュ2 非常事態!恋愛旋風!!編（ナレーション）
  - ランブルフィッシュ3 RF深淵伝説との遭遇編（ナレーション）

### 吹き替え
- 映画 真・三國無双（劉備〈トニー・ヤン〉[13]）
- きかんしゃトーマス（ハリー、ローリー2、石切場の監督、機関士等）
- ONE PIECE（2023年、カバジ）

### ナレーション
- 情報プレゼンター とくダネ!
- 勝利の開拓者たち
- スポーツMAX
- ニュースJAPAN
- 発掘!あるある大事典
- ぷらちなロンドンブーツ
- ミライ
- 美悠紀行〜鉄道沿線探勝ロマン〜
- ダウンタウンのガキの使いやあらへんで!!
- GO!GO!アメリカ（旅チャンネル）
- 日栄商事 CM

### 特撮
- ブルースワット（金原良介役）
- ウルトラマンティガ（宿那鬼の声）
- ウルトラマンダイナ（変心宇宙人チャダビン星人の声）
- ウルトラマンコスモス（三面異次元人ギギの声、異次元人ギギ・ドクターの声）
- ウルトラマンマックス（挑発星人モエタランガの声）

### テレビドラマ
- 踊る大捜査線（無線の声）
- GOOD LUCK!!

### ラジオドラマ
- 青山二丁目劇場
  - 幽霊修行（映画監督）

### 映画
- 午後の遺言状（ホテルのフロント）

### 舞台
- 独りの国のアリス（セクシーボイス）
- ムーンライト（メイト）
- 高砂事変（飯田橋元也）

### その他コンテンツ
- 皆口裕子のDear My Friends 〜しゃべってもらっちゃいました〜（バラエティCD）
- 皆口裕子のDear My Friends 〜ちょっとしゃべりすぎ〜（バラエティCD）
- 音楽宅急便 クロネコファミリーコンサート（司会）
- 朗読劇『や・り・に・げ→ロンド』

### シリーズ一覧
1. ↑  『NEO』（2006年）、『METEOR』（2007年）、『ZERO』（2024年）